# تاريخ المؤسسات التوثيقية بتونس
يرجع تاريخ المؤسسات التوثيقية بتونس إلى اواسط القرن التاسع عشر فقد شهدت تونس في النصف الثاني من ذلك القرن جملة من الاصلاحات على مستوى التنظيم السياسي والذي أطلق عليه عهد الامان.

## علم المعلومات
ابتكر علم المعلومات في بداية القرن التاسع عشر ومع ظهور الثورة المعلوماتية والتدفق المعرفي في النتاج الفكري مع نهاية الحرب العالمية الثانية أصبحت السيطرة على تلك المعلوت وتلبية احتياجات المستفدين صعبة بالأساليب التقليدية في المكتبات بالتالي ظهر علماء قادوا حركة انفصالية أطلق عليها حر كة المكتبات المتخصصة أو حركة الموثيق العلميين والتي استقرت في ما بعد تحت مسمى علم المعلومات والتي ابتكروا فيها أساليب فنية جديدة لحفظ المعلومات واسترجاعها.

## التاريخ
صدر عهد الامان سنة 1857 مما إنجر عنه اصلاحات أخرى على الصعيد الإداري وذالك سنة 1860 اذ نتج عنه تحوير كبير في مجال علم المعلومات وطريقة التتعامل مع المعلومة وفي سنة 1874 تم بعث هيكل ب الوزارة الكبرى «بدار الباي» حيث تم نقل وثائق الدولة من قصر باردو حيث نضمت الوثائق بطريقة فنية متطورة حتى انها شملت اطلاع واسترجاع المعلومة في حال الحاجة اليها وقد تراس هذا الهيكل «الشيخ محمد الطيب بوسن» وتعتبر تونس من الدول الرائدة في مجال علوم المعلومات والتوثيق فهي ثاني دولة عربية بعد مصر في هذا المجال.
بدأ علم المعلومات في البلاد التونسية منذ الستينات من القرن العشرين، حيث أدرجت البلاد التونسية في تعليمها الأكاديمي إختصاص يختص في علوم التوثيق سنة 1964 وذلك للطلب الإداري خلال تلك الفترة. تحول هذا الإختصاص ليدرس في المدرسة الوطنية للإدارة بتونس سنة 1971 حيث وفرت هذي المؤسسة تخصصين في مجال التوثيق الأول الإدارة والمساعدة التوثيقية أما الثاني أمناء المكتبات المساعدين وتمد فترة التكوين لمدة سنتين على التوالي، وقد أحدث تكوين ثالث سنة 1976 لإنهاء فترة تكوين الموثقين.
منذ سنة 1980 تم منح معهد الصحافة وعلوم الإعلام تدريس تخصص التوثيق والمكتبات والأرشيف. وفي خلال سنة 1981 تم فتح المعهد العالي للتوثيق بتونس ليختص في هذا التكوين.

## المؤسسات

### الأرشيف الوطني

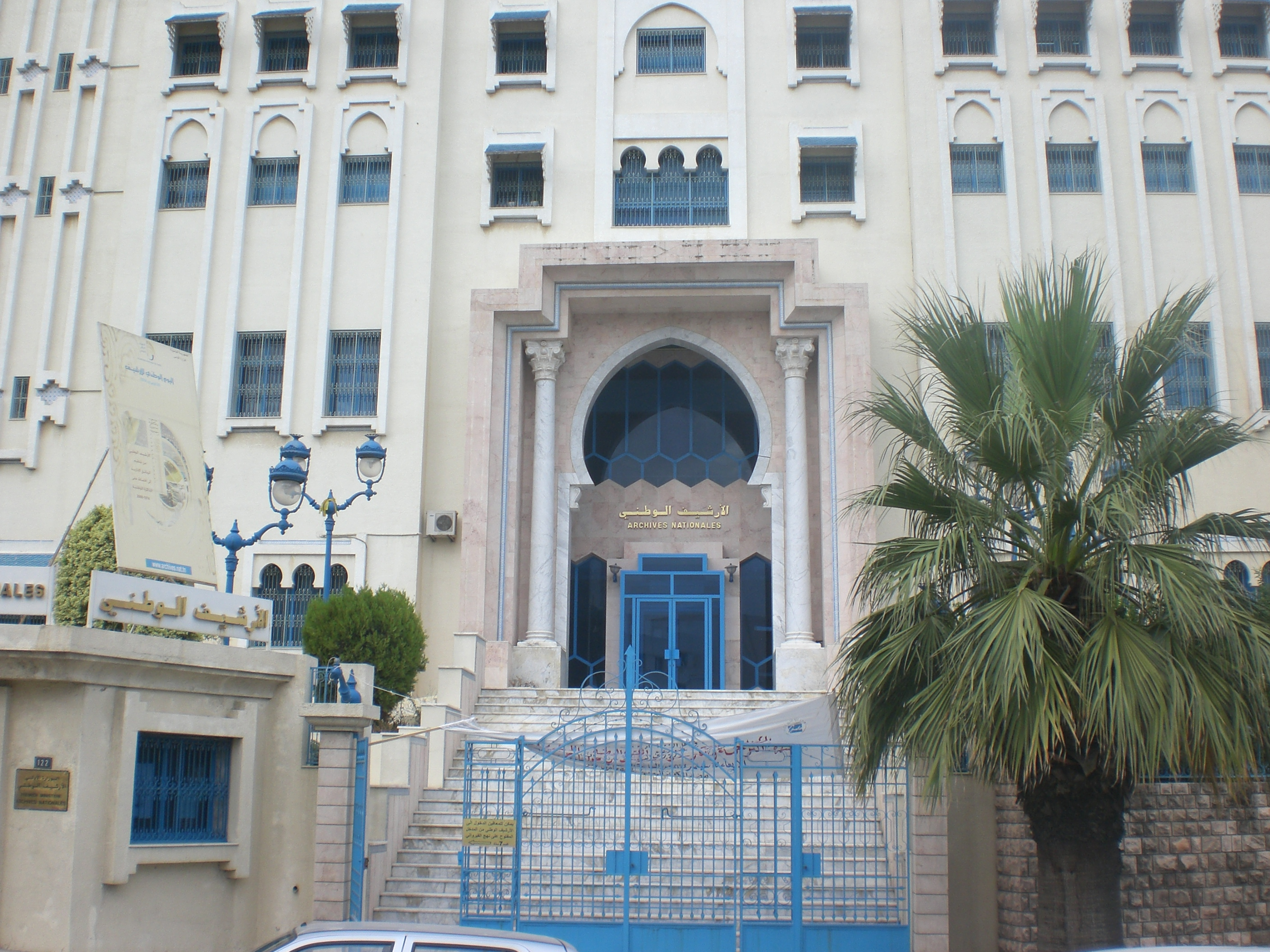
الأرشيف الوطني التونسي

الأرشيف الوطني التونسي هو مؤسسة عمومية ذات صبغة إدارية تونسية تم إنشائه بموجب قانون عدد 95 لسنة 1988 المؤرخ في 2 أغسطس 1988.

يقع مقر الأرشيف في تونس العاصمة.
في سياق الإصلاحات التي عرفتها تونس في النصف الثاني من القرن التاسع عشر وخاصة في عهد الوزير المصلح خير الدين التونسي أحدث سنة 1874، هيكل بالوزارة الكبرى بالقصبة سمي خزينة مكاتيب الدولة، نقلت إليه وثائق الدولة من قصر باردو ومن مختلف مصالح الدولة وكبار المسؤولين. وقد تم آنذاك ضبط الآلاف من الوثائق وحفظها من التلف ووقع تنظيمها. 

وقد تولى رئاسة خزينة مكاتيب الدولة الشيخ محمد الطيب بوسن. ومن أهم من تولى إدارتها في عهد الحماية محمد القروي فيما بين 1887 و1923 وفي عهده عولج جزء هام من الرصيد بما مكن من تكوين السلسلة التاريخية ومجموعة الدفاتر الجبائية والتاريخية. أما بقية الرصيد فقد تكون خلال فترة الحماية إلى حدود سنة 1956 وهي الوثائق التي أنتجتها الإدارات الراجعة بالنظر للوزارة الكبرى وأهمها رصيد قسم الدولة.

هذا وقد عرفت مؤسسة الأرشيف الوطني عدة تسميات بدءا من خزانة مكاتيب الدولة، ثم خزينة عموم مكاتيب الدولة، ثم الخزينة العامة للحكومة التونسية، وأخيرا الأرشيف الوطني التونسي.

### المكتبة الوطنية

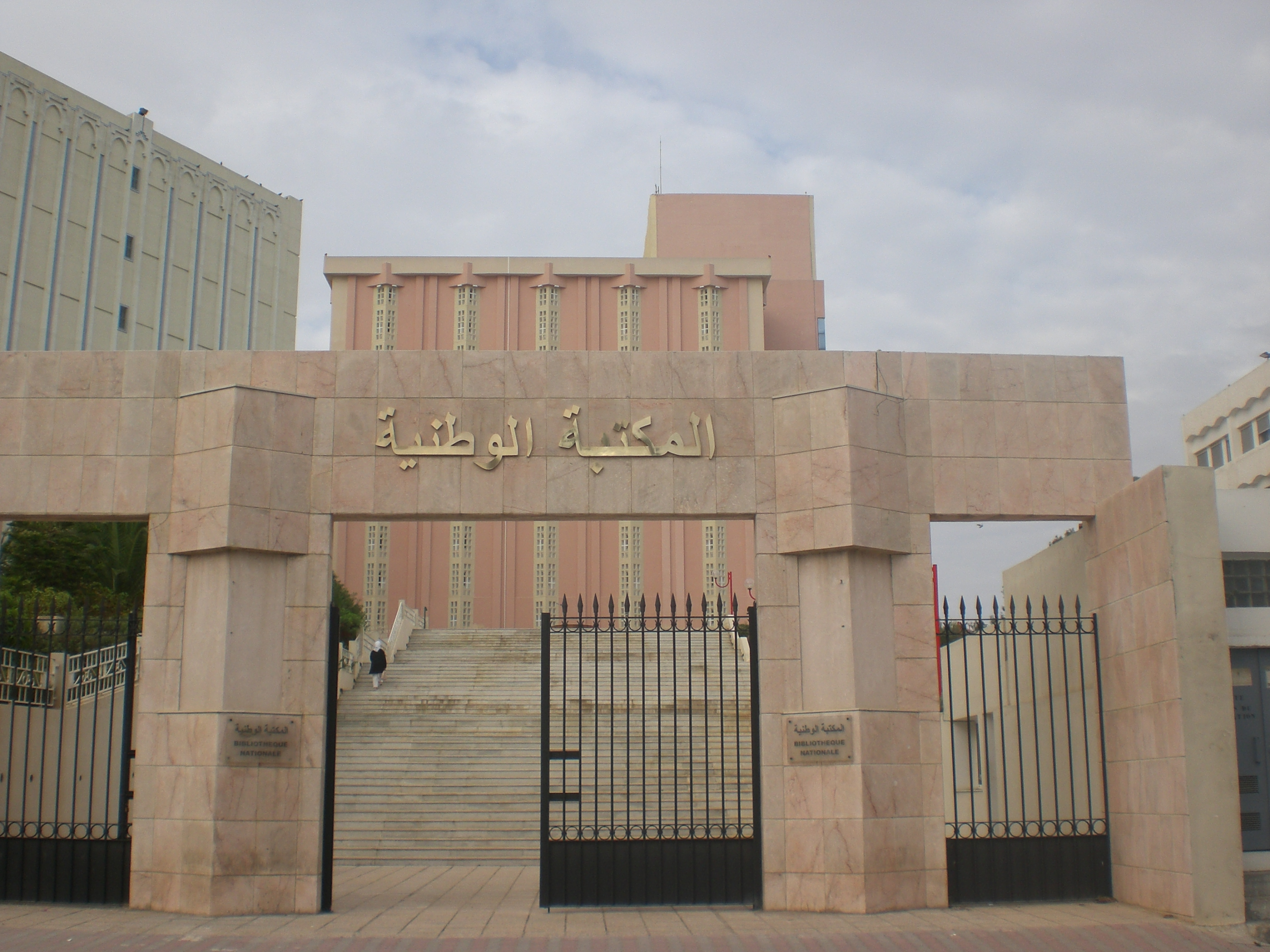
مدخل المكتبة الوطنية-تونس

المكتبة الوطنية التونسية هي مؤسسة حكومية تونسية، تنطوي تحت وزارة الثقافة. وهي تتولى الحفاظ على الإنتاج الفكري الوطني التونسي.
وقد تشكل رصيدها في البداية من مجموعات أهدتها لها إدارة التعليم العمومي، وأضيفت إليها مكتبة القنصل الفرنسي بتونس شارل تيسّو. إلا أن انطلاقتها الفعلية كانت عام 1910.
كانت تسمى في البداية المكتبة الفرنسية ثم أصبحت تسمى المكتبة الشعبية، وأصبحت بعد استقلال البلاد عام 1956 تحمل اسم المكتبة الوطنيّة ثم أخيرا دار الكتب الوطنية.

-أهم المحطات:
تم تأسيس دار الكتب الوطنية سنة 1885 بمقتضى مرسوم من الباي علي باشا الثالث والتي كانت تسمى بالمكتبة الفرنسية ولقد كان المعهد العلوي المقر الرسمي الخاص بها ليتم نقلها سنة 1910 إلى سوق العطارين بالمدينة العتيقة. بعد الإستقلال أصبحت تسمى بالمكتبة الوطنية وقد تم جمع العديد من المخطوطات العربية الإسلامية من المكتبات التونسية العريقة والزوايا والمساجد بعد صدور أمر رئاسي. لتتحول سنة 1975 إلى مركز أساسي للإيداع القانوني الخاص بالإنتاج الفكري والأدبيّ الوطنيّ. وقد إهتمت المكتبة بمهمة الترقيم الدولي الموحد للدوريات للكتاب. وفي سنة 2005 تم نقل مقرها إلى شارع 9 أفريل. ثم سنة 2015 صدر قانون أساسي عدد 37 يضبط شروط التسجيل والإيداع القانوني وإجراءاته، ليتوسّع إلى المجال الرّقميّ والبدأ فيما بعد في مشروع رقمنة التّراث المكتوب لدار الكتب الوطنيّة والقيام بحصاد الأنترنيت، لأرشفة التّراث الرّقميّ. وفي سنة 2017 تم توقيع اتّفاقيّة تعاون بين دار الكتب الوطنيّة والمركز الوطنيّ للسينما، من أجل نقل التّراث السينمائيّ إلى دار الكتب الوطنيّ ومعالجته بيبليوغرافيّا، ثمّ إتاحته لقرّاء المكتبة.

#### فضاءات دار الكتب الوطنية
- المقر الرئيسي 9 أفريل – البناية: يقع المقر الجديد لدار الكتب الوطنية بالقرب من المدينة العتيقة على شارع 9 أفريل 1938، مجاورا لبعض مؤسسات جامعة تونس ووسط حديقة شاسعة محاذية للأرشيف الوطني التونسي على مساحة مغطاة تناهز 35000م2.
- المكتبة الخلدونية: هي مكتبة الجمعية الخلدونية التي تأسست على يدي ثلة من خريجي الصادقية ومن شيوخ الزيتونة سنة 1896 لتكون رافدا للتعليم الزيتوني بغية تطعيمه بالعلوم الحديثة كالرياضيات والكيمياء وسائر ضروب المعارف الأخرى. انضمت المكتبة إلى دار الكتب الوطنية بداية الثمانينات وتم فتحها مجددا للعموم سنة 1992. يوجد مقر جمعية الخلدونية ومكتبتها في المدينة العتيقة على بعد بعض أمتار من المقر القديم لدار الكتب الوطنية بسوق العطاربن.

### المركز الوطني للتوثيق
المركز الوطني للتوثيق هو مؤسسة عمومية تونسية ذات صبغة إدارية تعمل تحت إشراف رئاسة الحكومة التونسية وتتمتع بالاستقلالية الإدارية والمالية. تم إنشاء المركز في سنة 1957 حيث تم احداث أول وحدة توثيقية صلب كتابة الدولة للإعلام بعدالاستقلال.

### المعهد العالي للتوثيق

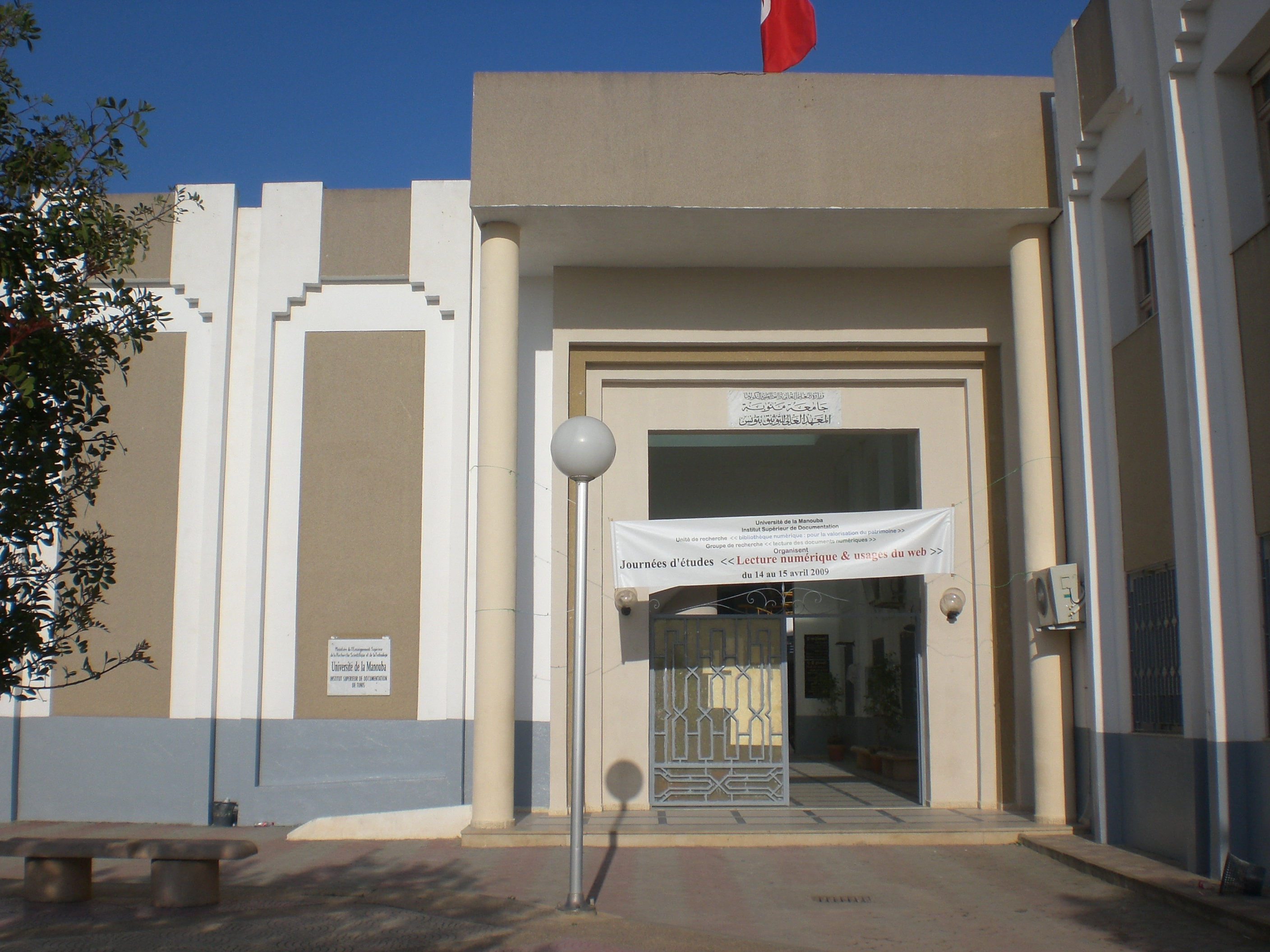
مدخل المعهد بمنوبة

المعهد العالي للتوثيق بتونس هو إحدى مؤسسات التعليم العالي بتونس، ويقع غربي العاصمة، ويعود بالنظر إلى جامعة منوبة. وقد أحدث بمقتضى القانون عدد 83 لسنة 1981 المـؤرخ في 11 جويلية 1981، ثم تلاه الأمر عدد 397 لسنة 1991 المؤرخ في 18 مارس 1991 المتعلـق بضبط مهمة المعهد وتنظيم الدراسات والامتحانات للحصول على الأستاذية في التوثيـق. وكان يسمى إلى 16 أوت 2008 المعهد الأعلى للتوثيق

شعار المعهد العالي للتوثيق

.وهو المعهد الوحيد المتخصص في علوم المعلومات، التوثيق والأرشيف والمكتبات بالجمهورية التونسية.

## مواضيع ذات صلة
- تراث ثقافي
- علم الأرشيف